# 43 Dywizja Okrętów Nawodnych

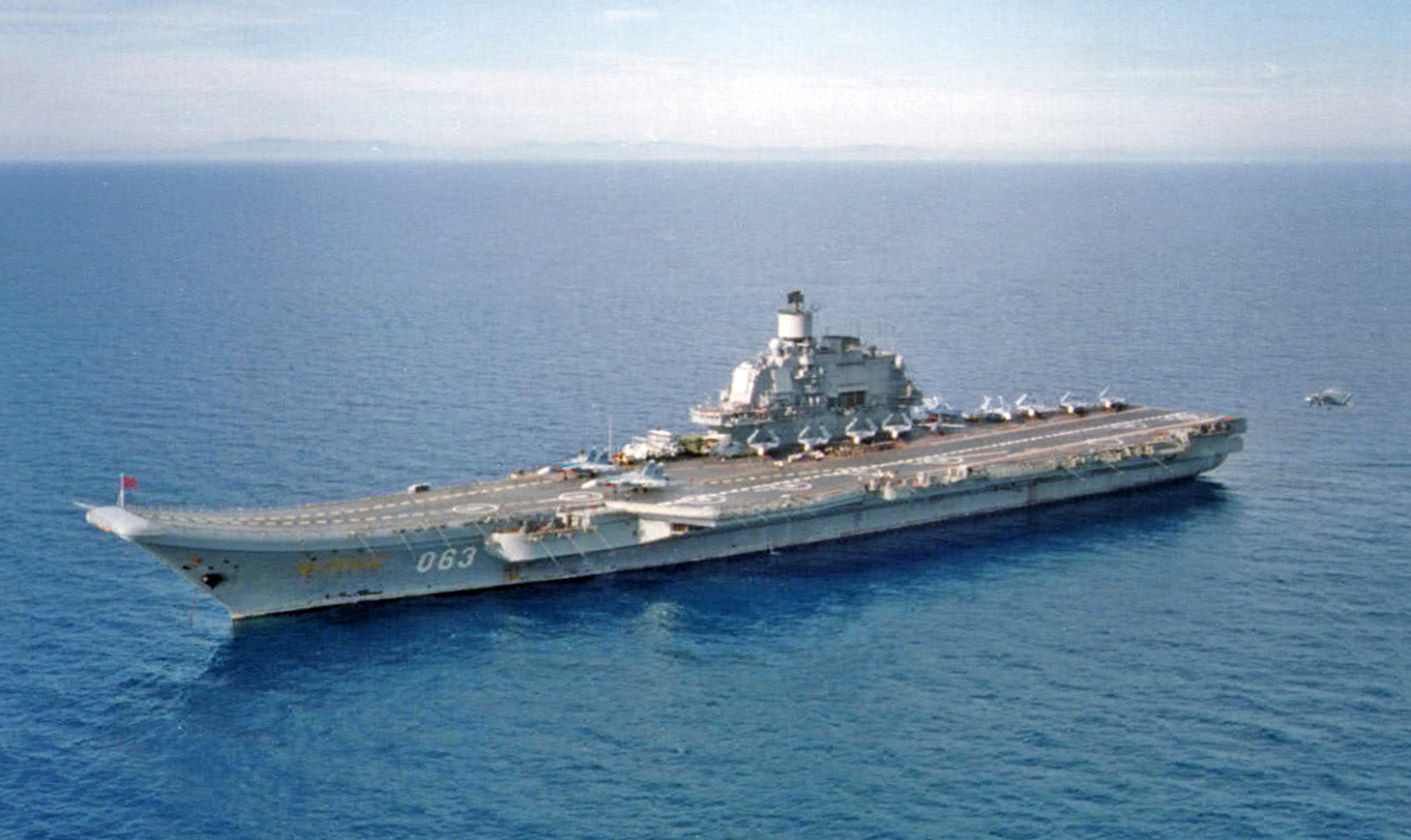
Admirał Kuźniecow

43 Dywizja Okrętów Nawodnych (43 DON) – morski związek taktyczny Sił Zbrojnych Federacji Rosyjskiej w strukturach Floty Północnej.

## Okręty
| Okręty dywizji w linii w 2008 |                |       |                 |
| Nazwa                         | Projekt        | Numer | Uwagi           |
| Admirał Kuźniecow             | projekt 1143.5 | 063   | w linii od 1990 |
| Piotr Wielki                  | projekt 1144.2 | 099   | w linii od 1998 |
| Admirał Nachimow              | projekt 1144.2 | 080   | w linii od 1988 |
| Marszałek Ustinow             | projekt 1164   | 055   | w linii od 1986 |
| Admirał Uszakow               | projekt 956    | 434   | w linii od 1993 |
| Gremiaszczyj                  | projekt 956    | 406   | w linii od 1991 |